# Koordinátasík

A koordinátasík a kétdimenziós térben

A koordinátasík az analitikus geometriában az egységvektorokkal kifeszített síkok egyike. Két dimenzióban a koordinátasík megfelel az euklideszi síknak, így egy Descartes-féle koordináta-rendszer alapfelületének. A háromdimenziós térben három koordinátasík van: az xy-sík, az yz-sík és az xz-sík. 
Az ábrázoló geometriában a három sík az alapsík, a magasságsík és a keresztsík. 
A szintetikus geometriában a koordinátasík egy affin vagy projektív sík, ami ellátható koordinátákkal egy adott algebrai struktúrából. Ekkor a sík koordinátasík az adott struktúra (ternértest, ferdetest, kvázitest, alternatív test, satöbbi) fölött, de úgy is mondják, hogy koordinátázható az adott struktúrával.

## Jelölések

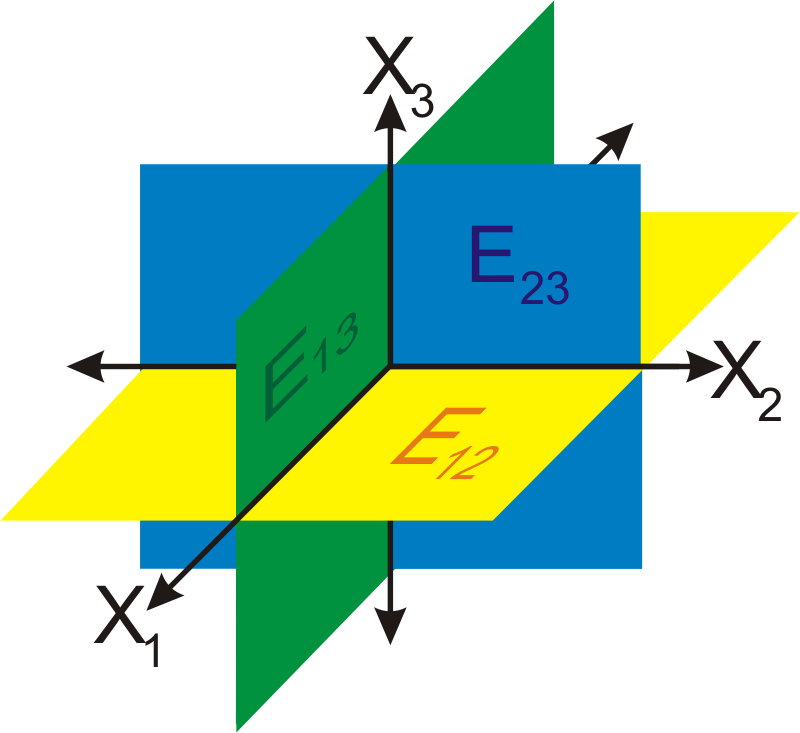
Koordinátasík a háromdimenziós térben

A következőkben az {\displaystyle \mathbb {R} ^{3}} háromdimenziós tér tengelyeit {\displaystyle x_{1}}, {\displaystyle x_{2}} és {\displaystyle x_{3}} jelöli. Ekkor a koordinátasíkok jelölése {\displaystyle S}, melyet két indexszel látnak el. Ezek azoknak a tengelyeknek felelnek meg, amelyek a síkot kifeszítik:
- az {\displaystyle S_{12}} {\displaystyle x_{1}x_{2}}-síkot  az {\displaystyle {\vec {e}}_{1}} és {\displaystyle {\vec {e}}_{2}} vektorok feszítik ki
- az {\displaystyle S_{13}} {\displaystyle x_{1}x_{3}}-síkot  az {\displaystyle {\vec {e}}_{1}} és {\displaystyle {\vec {e}}_{3}} vektorok feszítik ki
- az {\displaystyle S_{23}} {\displaystyle x_{2}x_{3}}-síkot  az {\displaystyle {\vec {e}}_{2}} és {\displaystyle {\vec {e}}_{3}} vektorok feszítik ki

ahol {\displaystyle {\vec {e}}_{1}=(1,0,0)}, {\displaystyle {\vec {e}}_{2}=(0,1,0)} és {\displaystyle {\vec {e}}_{3}=(0,0,1)}. A három koordinátasík a háromdimenziós teret nyolc térnyolcadra (oktáns) osztja. Két koordiátasík metszete egy koordinátatengely, a három koordinátasík metszete az origó.

## Egyenletek
A három koordinátasík egyenletei:
| Koordinátasík          | Koordinátás egyenlet    | Normálegyenlet                                   | Paraméteres egyenlet                                           | Tengelymetszeti egyenlet |
| ---------------------- | ----------------------- | ------------------------------------------------ | -------------------------------------------------------------- | ------------------------ |
| {\displaystyle S_{12}} | {\displaystyle x_{3}=0} | {\displaystyle {\vec {e}}_{3}\cdot {\vec {x}}=0} | {\displaystyle {\vec {x}}=s\,{\vec {e}}_{1}+t\,{\vec {e}}_{2}} | nincs definiálva         |
| {\displaystyle S_{13}} | {\displaystyle x_{2}=0} | {\displaystyle {\vec {e}}_{2}\cdot {\vec {x}}=0} | {\displaystyle {\vec {x}}=s\,{\vec {e}}_{1}+t\,{\vec {e}}_{3}} | nincs definiálva         |
| {\displaystyle S_{23}} | {\displaystyle x_{1}=0} | {\displaystyle {\vec {e}}_{1}\cdot {\vec {x}}=0} | {\displaystyle {\vec {x}}=s\,{\vec {e}}_{2}+t\,{\vec {e}}_{3}} | nincs definiálva         |

ahol {\displaystyle {\vec {x}}=(x_{1},x_{2},x_{3})\in \mathbb {R} ^{3}} az adott sík pontja, {\displaystyle {\vec {x}}\cdot {\vec {y}}} az {\displaystyle {\vec {x}}} és {\displaystyle {\vec {y}}} vektorok skaláris szorzata, illetve {\displaystyle s} és {\displaystyle t} valós számok.

## Fordítás
- Ez a szócikk részben vagy egészben  a   Koordinatenebene című német Wikipédia-szócikk fordításán alapul.  Az eredeti cikk szerkesztőit annak laptörténete sorolja fel. Ez a jelzés csupán a megfogalmazás eredetét és a szerzői jogokat jelzi, nem szolgál a cikkben szereplő információk forrásmegjelöléseként.